# 두루두루 아티스트 컴퍼니
두루두루 아티스트 컴퍼니(DooRooDooRoo Artist Company)는 '널리 아티스트를 이롭게'를 모토로 하는 아티스트 매니지먼트 컴퍼니이다

## 현재 소속 아티스트
- 강산에
- 장기하
- 혁오
- 이디오테잎
- 오존
- 이단아
- 윤대륜
- 다다이즘 클럽
- 정다운
- 한다솜
- 김예영
- 노상호
- 여신동
- 임금비
- 파라솔
- 백현진